# Savisanger
Savisanger (Locustella luscinoides) er en mindre spurvefugl, der yngler i rørskove i det meste af Europa syd for Skandinavien og i store dele af Asien og i Nordafrika. Savisanger er opkaldt efter den italienske naturvidenskabsmand Paolo Savi (1798 - 1871), der var den første til at beskrive arten videnskabeligt.
Savisanger ligner rørsanger og kærsanger, men har bred afrundet hale som andre Locustella-arter og er uden grønt på ryggen. Sangen er en lang snurren, der minder om græshoppesangers, men er hurtigere. I Danmark høres hvert år en del syngende fugle fra slutningen af april til begyndelsen af juli, men da arten lever skjult, er det svært at afgøre, om det drejer sig om ynglende fugle eller blot enlige hanner. Den er med sikkerhed fundet ynglende i den sydlige del af landet, første gang i 1972 i Sønderjylland. Den er senere også indvandret til den østlige del af landet. Den er regnet som kritisk truet på den danske rødliste 2019.